# Хотово (Щёлково)
Хотово — бывшая деревня, ныне микрорайон города Щёлково Московской области.

## География
Расположен к юго-востоку от железнодорожной станции Щёлково.

## История
Впервые упоминается в писцовых книгах 1586 года как пустошь Хотково, Мордино тож Троице-Сергиева монастыря.
В середине XIX века сельцо Хотово относилось ко 2-му стану Богородского уезда Московской губернии и принадлежало капитан-лейтенанту Пелагее Кирилловне Дурновой. В сельце было 41 двор, 52 души мужского пола и 54 женского.
В «Списке населённых мест» 1862 года Хотово (Соболево, Семендеево) — владельческая деревня 2-го стана Богородского уезда Московской губернии по левую сторону от Стромынского тракта (из Москвы в Киржач), в 27 верстах от уездного города и 5 верстах от становой квартиры, при реке Понаре, 40 дворов и 325 жителей (163 мужчины, 162 женщины).
В 1869 году — деревня Осеевской волости 3-го стана Богородского уезда с 47 дворами, 57 деревянными домами и 640 жителями (391 мужчина, 249 женщин), из них 10 грамотных мужчин. Имелось 15 лошадей, 21 единица рогатого скота и 3 мелкого, а также 454 десятины земли, из которой 135 десятин пахотной. В деревне были запасный хлебный магазин, суконная фабрика, лавка и больница (на 2 кровати).
Позже деревня вошла в состав города Щёлково.

## Население
В 1869 году — 640 жителей (391 мужчина, 249 женщин).
По материалам Всесоюзной переписи населения 1926 года — центр Хотовского сельсовета Щёлковской волости Московского уезда в 1 км от Стромынского шоссе и в 1,5 км от станции Щёлково Северной железной дороги, проживал 781 житель (370 мужчин, 411 женщин) в 187 хозяйствах (из них 114 крестьянских), имелась школа 1-й ступени.

## Инфраструктура
В 1913 году в деревне Хотово — 94 двора.

## Транспорт
Железнодорожная станция Щёлково. 
Остановка общественного транспорта «Хотово».